# Ольюль (кантон)
Ольюль (фр. Ollioules) — кантон во Франции, в регионе Прованс — Альпы — Лазурный Берег (департамент — Вар, округ — Тулон). Число коммун кантона — 4.

## Географическое положение
Территория кантона расположена вокруг коммуны Ольюль неподалёку от Тулона на Лазурном Берегу. Высота над уровнем моря варьирует от 0 м (Бандоль) до 804 м (Эвенос), средняя высота над уровнем моря — 187 метров.

## Состав кантона
По данным INSEE, в 2010 году в состав кантона входило 4 коммуны, численность населения составляла 39 368 человек. В 2012 году площадь кантона — 89,66 км², включает в себя 4 муниципалитета, население — 39 071  человек, плотность населения — 435,8 чел/км².
| Коммуна        | Французское название | Площадь, км² | Население, чел. (2012) |
| -------------- | -------------------- | ------------ | ---------------------- |
| Бандоль        | Bandol               | 8,59         | 7 622                  |
| Ольюль         | Ollioules            | 19,89        | 13 267                 |
| Санари-сюр-Мер | Sanary-sur-Mer       | 19,23        | 16 062                 |
| Эвенос         | Évenos               | 41,95        | 2 120                  |